# تهاجم متفقین به سیسیل
تهاجم متفقین به سیسیل (با نام رمز عملیات هاسکی) یا نبرد سیسیل نبردی است در جنگ جهانی دوم که در تاریخ ۹ ژوئیه سال ۱۹۴۳ با حمله ارتش متفقین به جزیره سیسیل در ایتالیا شروع شد و در نهایت به تصرف خاک سیسیل انجامید. این تهاجم به نوعی آغاز نبرد ایتالیا بود.

## عملیات
نیروهای متفقین با هدف فشار وارد کردن بر نیروهای ژنرال فیلدمارشال اروین رومل در پشت سر قوای دول محور مستقر در شمال آفریقا موسوم به سپاه آفریقا پس از پایان «نبرد دوم العلمین» و عقب رانده شدن قوای دول محور از مصر در ۸ نوامبر ۱۹۴۲ با نام عملیات «مشعل» در مستعمرات فرانسهٔ ویشی شمال آفریقا پیاده شدند و از آنجایی که با مقاومت زیادی روبرو نگشتند پس از تصرف الجزایر به سوی تونس که اکنون با عقب‌نشینی قوای محور از مصر و سپس لیبی آخرین رزمگاه نبرد شمال آفریقا در جنگ دوم بود حرکت کردند.
این نیروها که عمدتاً آمریکایی بودند تحت فرماندهی دوایت آیزنهاور و دست یارانش پتن و برادلی از غرب یورش می‌آوردند و نیروهای ارتش هشتم انگلیس زیر نظر برنارد مونتگومری از شرق و از راه لیبی به سوی تونس حمله‌ور می‌شدند.
با وقوع نبرد «گذرگاه قیصرین» (۱۹–۲۵ فوریه ۱۹۴۳) و با وجود تلفات بسیار سنگین نیروهای ارتش آمریکا و دلیری بسیار سربازان سپاه آفریقا آلمان، سرانجام با عقب‌نشینی به ساحل شمال شرقی تونس در ۱۳ ماه مه ۱۹۴۳ نبرد آفریقا با بزانو درآوردن نیروهای دول محور به پایان رسید.
تلفات
ایالات متحده آمریکا در این عملیات ۸٬۷۸۱ تلفات داشت که ۲٬۲۳۷ نفر کشته یا گم شده، ۵٬۹۴۶ زخمی و ۵۹۸ دستگیرشده بودند. در حالی که ارتش هشتم بریتانیا ۱۱٬۸۴۳ تلفات که ۲٬۰۶۲ کشته یا گم شده، ۷٬۱۳۷ زخمی و ۲٬۶۴۴ دستگیر بودند.
نیروی دریایی آمریکا ۵۴۶ کشته یا از دست رفته و ۴۸۴ زخمی و نیروی دریایی سلطنتی ۳۱۴ کشته یا از دست رفته، ۴۱۱ تن زخمی و چهار دستگیرشده بودند.